# Moment of eighteen
Moment of eighteen (Hangul: 열여덟의 순간; RR; Yeolyeodeolbui sun-gan; lit. At Eighteen) es una serie de televisión surcoreana de 2019 protagonizada por Ong Seong-wu, Kim Hyang-gi, Shin Seung-ho y Kang Ki-young. Transmitida del 22 de julio al 10 de septiembre de 2019.

## Sinopsis
Moment of eighteen sigue la historia de Choi Joon-woo (Ong Seong-wu), de dieciocho años, cuya vida adolescente ha sido moldeada por su exigua vida familiar y los conflictos que enfrentó en la escuela. Obligado a trasladarse por una infracción que ni siquiera cometió, llega a la escuela secundaria Cheonbong y ha decidido ser un don nadie: un solitario que acaba silenciosamente en el 11.º grado. Poco sabía él de los giros y vueltas y las sorpresas que le esperaban en su vida de dieciocho años.
Pronto, el solitario dentro de Joon-woo tiene que salir de su zona de confort. No solo Joon-woo, sino también sus compañeros de dieciocho años, inmaduros e inexpertos, tendrán que experimentar conflictos y torbellinos de emociones y enfrentar los prejuicios de su mundo moldeado por los adultos que los rodean. Juntos, tienen que vivir sus vidas al máximo y tomar decisiones que les cambien la vida. Y, sobre todo, no deben olvidarse de apreciar cada momento de sus vidas. Por lo que saben, los recuerdos de sus dieciocho años de existencia podrían ser los más dulces, los más preciosos y los más inolvidables.

## Reparto

### Principal
- Ong seong-wu como Choi Joon-woo.
  - Jung Hyun-joon como el niño Choi Joon-woo.

Un alumno de la clase 2-3 que se ha acostumbrado a la soledad y no tiene experiencia en expresar sus emociones. Se ve obligado a trasladarse a la escuela secundaria Cheonbong por una violación que no cometió y está acostumbrado a estar solo en la escuela. Al ser un cesionario, es objeto de burlas y prejuicios por parte de sus nuevos compañeros. Pero a medida que se adapta al nuevo entorno, se vuelve más cercano a sus compañeros de clase y se gana la amistad de su enamorada la mejor estudiante Soo-bin.
- Kim Hyang-gi como Yoo Soo-bin.

Una de las mejores alumnas de la clase 2-3 que no tiene metas ni ambiciones claras, ya que su vida está controlada por su madre, que quiere que se matricule en universidades prestigiosas de Seúl . A pesar de su oposición, se ve obligada a reunirse con tutores y asistir a clases privadas y controlar estrictamente su desempeño en la escuela.  Ella es una de las pocas personas en la escuela que llegó a conocer la verdadera personalidad de Joon-woo. Poco a poco comienza a sentir algo por Joon-woo.
- Shin Seung-ho como Ma Hwi-young.

Un estudiante destacado de la clase 2-3 de una familia acomodada que parece ser valiente y fuerte, pero sufre de un complejo. Es el presidente de su clase y es conocido por sobresalir en todas las materias de la escuela. Desconocido para todos, su padre perfeccionista y abusivo físicamente lo obliga a ser el mejor en todo.También tiene la costumbre de rascarse la muñeca cuando está angustiado. Debido a esta vida familiar negativa, tiende a ver a sus compañeros como subordinados a él, una personalidad descubierta por Joon-woo y su maestro de salón, el Sr. Oh.
- Kang Ki-young como Oh Han-kyeol.

El maestro de aula de la clase 2-3. Anteriormente es profesor asistente de aula  temporalmente a cargo de la Clase 2-3, cuyo HT oficial está hospitalizado. Después de un incidente en la escuela, le pide al subdirector que lo ascienda a HT oficial de la Clase 2-3. Es un adicto a las compras y, como maestro, se pone nervioso con frecuencia cuando se enfrenta a los desafíos de la clase.

### Secundario

#### Estudiantes
- Lee Seung-min como Lee Ki-tae. Estudiante de la clase 2-3; El novio de So-ye y parte de la camarilla de Hwi-young. Se mantiene cerca de Hwi-young para ganarse su amistad y ser incluido en grupos de estudio privados, hasta el punto de que la mayoría lo vería como el sirviente de Hwi-young.
- Moon Bin como Jung Oh-je. Estudiante de la clase 2-3; Compañero de asiento y mejor amigo de Joon-woo. Es guapo, atlético y le gusta jugar al baloncesto; él es el flechazo de Da-heen. En su familia, él ayudaría a su padre administrando su tienda de tteokbokki o cuidando a su hermano menor. jung oh-je es el más tierno.
- Kim Do-wan como Cho Sang-hoon. Estudiante clase 2-1. Un genio natural, particularmente en matemáticas, ve a Hwi-young como su rival en lo académico.
- Yoo In-soo como Yoo Pil-sang. Alumno clase 2-3. Duro por fuera, tiene sus propios encantos. Está enamorado de Ro-mi.
- Baek Jae-woo como Go Dong. Alumno clase 2-3. Con frecuencia acompaña a Pil-sang.
- Woo Joon-seo como Park Kyu-nam. Alumno clase 2-3. Le gusta jugar a juegos móviles.
- Shin Ki-joon como Ha Shim-bok. Alumno clase 2-3. También es parte de la camarilla de Hwi-young.
- Kim Ga-hee como Moon Chan-yeol. Estudiante de la clase 2-3; uno de los amigos de Soo-bin. Aunque juvenil, está enamorada de su maestro de salón, el Sr. Oh.
- Moon Joo-yeon como Yoon So-ye. Estudiante de la clase 2-3; La novia de Ki-tae y uno de los amigos de Soo-bin. Ella es bailarina de ballet.
- Kim Bo-yun como Kwon Da-heen. Estudiante de la clase 2-3; uno de los amigos de Soo-bin. Ella está muy enamorada de Oh-je.
- Han Sung-min como Hwang Ro-mi. Estudiante de la clase 2-3; uno de los amigos de Soo-bin. Está celosa de que Soo-bin esté en el nivel superior. Ella está enamorada de Joon-woo e ignoraría los avances de Pil-sang.

### Padres
- Shim Yi-young como Lee Yeon-woo. La madre de Joon-woo. Madre soltera y joven, dirige un restaurante pero está endeudada. Ella ama mucho a Joon-woo.
- Choi Jae-woong como Choi Myeong-joon. El padre de Joon-woo. Rompió con Yeon-woo cuando descubrió que accidentalmente le había dado un hijo (Joon-woo). Ahora tiene su propia familia.
- Kim Sun-young como Yoon Song-hee. La madre de Soo-bin. Ella obliga a Soo-bin a ser el primero en su clase y prepararse para ir a una universidad en Seúl. Está en malos términos con su esposo Jong-soo, quien ahora tiene una nueva mujer.
- Lee Hae-young como Yoo Jong-soo. El padre de Soo-bin. Quiere divorciarse de su esposa, pero ama a Soo-bin como a su hija.
- Jung Young-joo como Park Geum-ja. Madre de Hwi-young. Mimando a su hijo y por miedo a provocar la furia de su marido, usaría su riqueza para manipular a los maestros de Hwi-young.[1]
- Sung Ki-yoon como Ma Yoon-gi. Padre de Hwi-young. Obligando a su hijo a ser el mejor de su clase, somete tanto a su esposa como a Hwi-young a un abuso emocional.

### Otros
- Park Sung-geun como Lee Kwan-yong. Subdirector de la escuela secundaria Cheonbong
- Heo Young-ji como Kim Ji-min. Un empleado de la tienda de conveniencia donde Joon-woo trabaja a tiempo parcial. Por lo general, llama a Joon-woo como "Park Young-bae" (el nombre escrito en el uniforme de segunda mano que Joon-woo usa en el trabajo). Ella está tratando de encontrar un trabajo mejor.  Ella es el interés amoroso del Sr. Oh.
- Choi Woo-sung como Im Gun-hyuk. Excompañero de escuela de Joon-woo.[2]
- Choi Dae-hoon como Teacher Son. Profesor de matemáticas
- Lee Seung-il como Joo Hyun-jang.
- Jeon Jin-seo.

### Apariciones especiales
- Song Geon-hee como Shin Jung-hoo ( Ep. 3-4).
- Amigo de la infancia de Joon-woo y excompañero de escuela.
- Kang Hoon como hermano mayor de Ma Hwi-young ( Ep.16 ).

## Original banda sonora
| At Eighteen: Banda sonora original |                                         |               |          |  |
| N.º                                | Título                                  | Artista       | Duración |  |
| 1.                                 | «Moments»                               | Christopher   | 3:54     |  |
| 2.                                 | «Our Story» (우리가 만난 이야기)        | Ong Seong-wu  | 3:29     |  |
| 3.                                 | «I'll Be With You» (네가 있으면 좋겠어) | Bily Acoustie | 3:19     |  |
| 4.                                 | «Dear My»                               | Stella Jang   | 3:33     |  |
| 5.                                 | «Picturesque Days» (그림 같던 날들)     | Jukjae        | 3:42     |  |
| 6.                                 | «Floral Peach»                          | Minsu         | 3:00     |  |
| 7.                                 | «At Eighteen Opening»                   | Ha Geun-young | 1:15     |  |
| 8.                                 | «Our Youth»                             | Ha Geun-young | 2:45     |  |
| 9.                                 | «First Love»                            | Ha Geun-young | 1:55     |  |
| 10.                                | «Moving Forward»                        | Ha Geun-young | 1:35     |  |
| 11.                                | «Are You Okay»                          | Ha Geun-young | 1:32     |  |
| 12.                                | «Angry With Myself»                     | Ha Geun-young | 2:00     |  |
| 13.                                | «Thinking of You»                       | Ha Geun-young | 1:38     |  |
| 14.                                | «With My Friends»                       | Ha Geun-young | 1:25     |  |
| 15.                                | «Running for Memories»                  | Ha Geun-young | 1:32     |  |
| 16.                                | «My Dream Is»                           | Ha Geun-young | 1:55     |  |
| 17.                                | «In Conflict»                           | Ha Geun-young | 1:03     |  |
| 18.                                | «I Like You»                            | Ha Geun-young | 1:14     |  |

### Parte 1
| Publicada el 29 de julio de 2019 |                   |             |          |  |
| N.º                              | Título            | Artist      | Duración |  |
| 1.                               | «Moments»         | Christopher | 3:54     |  |
| 2.                               | «Moments» (Inst.) |             | 3:53     |  |

### Parte 2
| Publicada el 5 de agosto de 2019 |                                  |              |          |  |
| N.º                              | Título                           | Artist       | Duración |  |
| 1.                               | «Our Story» (우리가 만난 이야기) | Ong Seong-wu | 3:29     |  |
| 2.                               | «Our Story» (Inst.)              |              | 3:29     |  |

### Parte 3
| Publicada el 12 de agosto de 2019 |                                         |               |          |  |
| N.º                               | Título                                  | Artist        | Duración |  |
| 1.                                | «I'll Be With You» (네가 있으면 좋겠어) | Bily Acoustie | 3:19     |  |
| 2.                                | «I'll Be With You» (Inst.)              |               | 3:19     |  |

### Parte 4
| Publicada el 19 de agosto de 2019 |                   |             |          |  |
| N.º                               | Título            | Artist      | Duración |  |
| 1.                                | «Dear My»         | Stella Jang | 3:33     |  |
| 2.                                | «Dear My» (Inst.) |             | 3:33     |  |

### Parte 5
| Publicada el 26 de agosto de 2019 |                                     |        |          |  |
| N.º                               | Título                              | Artist | Duración |  |
| 1.                                | «Picturesque Days» (그림 같던 날들) | Jukjae | 3:42     |  |
| 2.                                | «Picturesque Days» (Inst.)          |        | 3:42     |  |

### Parte 6
| Publicada el 2 de septiembre de 2019 |                        |        |          |  |
| N.º                                  | Título                 | Artist | Duración |  |
| 1.                                   | «Floral Peach»         | Minsu  | 3:00     |  |
| 2.                                   | «Floral Peach» (Inst.) |        | 3:00     |  |

## Premios y nominaciones
| Año  | Premio                    | Categoría                     | Candidato     | Resultado | Ref.  |
| ---- | ------------------------- | ----------------------------- | ------------- | --------- | ----- |
| 2019 | 12th Korea Drama Awards   | Premio a la excelencia, Actor | Kang Ki-young | Ganador   | [ 3 ] |
| 2019 | 12th Korea Drama Awards   | Mejor actor revelación        | Ong Seong-wu  | Ganador   | [ 3 ] |
| 2019 | 12th Korea Drama Awards   | Premio Estrella Hallyu        | Ong Seong-wu  | Ganador   | [ 3 ] |
| 2020 | 56th Baeksang Arts Awards | Mejor actor revelación (TV)   | Ong Seong-wu  | Nominado  | [ 4 ] |